# ミクロネーション

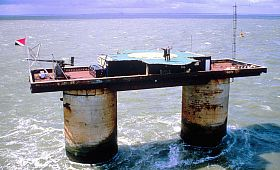
シーランド公国

ミクロネーション（英語: Micronation）は、モデル・カントリー、新規国家プロジェクト、ミクロ国家や自称国家とも呼ばれ、独立国家または州に類するもの。ただし各国の政府や国際連合をはじめとする主要国際機関によって承認されていない実体である。

## 概説
これらの“国家”は、しばしば書類上やインターネット上、或いは創造者の心の中にのみ存在する。ミクロネーションは、実際の独立運動や民族自決運動とは異なり、個人または家族によって小規模に行なわれ、しばしば風変わりなものと見なされることが多い点が特徴である。
いくつかのミクロネーションは、コイン、国旗、郵便切手、パスポート、メダル等のアイテムを販売することによって活動の幅を広げている。
「ミクロネーション」という用語は、1970年代以降に生じた数千もの小さな国家主体を指す造語である。この専門用語が定着すると、19世紀前半に存在したが、認められなかったいくつかの政治的主体にも使われ始めた。

## 定義
ミクロネーションは通常、いくつかの共通する要素を持つ。
- 実際に独立した国家として独立する意思を持ち、その旨主張するが、実際には国家としてみなされない。
- 小規模である。実際の領地を支配していると主張する国家の場合もその領地は非常に小さいものである。何百人、何千人という多くの構成員を持つというミクロネーションの場合も、実際にアクティブなメンバーは1人ないし数名程度である。
- パスポート、切手、通貨などの国家としての発行物は、そのコミュニティ外部では価値を持たず、通用しない。

これらの特徴により、ミクロネーションは、実際に独立した国家であることを求めない団体（想像上の国家、エコビレッジ、大学キャンパス、部族、氏族、セクト、町内会など）と区別される。また、ミクロネーションは、他の国家や国際機関と外交関係を持たない点で、事実上独立した地域（実際に他の国家と外交関係を築いているが、多くの国や国際組織からは国家と認められていない政治的実態）とも異なる。
ミクロネーションおよびミクロ州を趣味として研究する者の間では「ミクロネーション学」という用語が使われ、通常の普通国家が「マクロネーション」と呼ばれることがある。

## 歴史
初期のミクロネーション現象は、19世紀に発達した市民国家の概念の発達と密接に関連している。最も早い時期に認められるミクロネーションは、この時期に生まれた。多くは、冒険家もしくは商人によって設立され、いくつかのものは成功した。この時期のミクロネーションの例としては、クルーニーズ＝ロス家によって支配されたココス諸島（1827年 - 1978年）、南チリとアルゼンチンのアラウカニア・パタゴニア王国（1860年 - 1862年）、北米のインディアン・ストリーム共和国（1832年 - 1835年）、仏領インドシナのセダン王国（1888年 - 1890年）などがある。
近代になってからは西インド諸島レドンダ島のレドンダ王国がある。レドンダ王国は、実際の国家として独立することには失敗したが、独自の王位と貴族階級が現在まで維持されている。
北海の南端に位置するシーランド公国（1967年 - ）、アドリア海のローズ島共和国（1968年）、作家アーネスト・ヘミングウェイの弟がジャマイカの西海岸に設立したニューアトランティスおよび、それをその後バハマに移転したティエラ・デル・マール（“海の土地”の意味）、フィジーの南に位置するミネルバ共和国（1972年）、観光地として成功したイギリスのヘイ・オン・ワイ（1977年）などがある。さらに21世紀に入ってからはオーストラリアにワイ公国が誕生した。

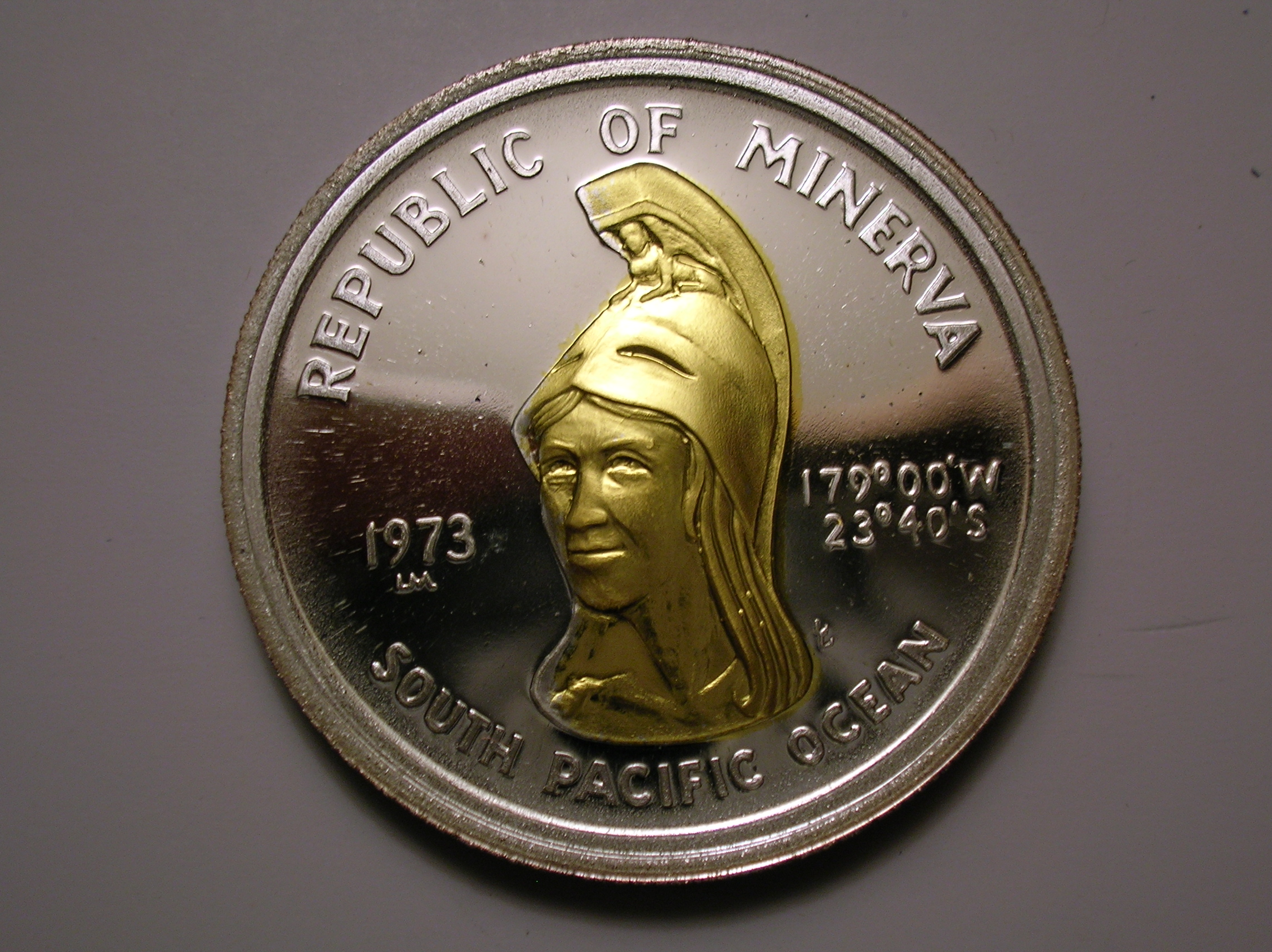
35 Dollars ミネルバ共和国のコイン